# 尼古拉斯山脈
尼古拉斯山脈（英語：Nicholas Range）是南極洲的山脈，位於東部南極洲的肯普地，處於肯普地西南面46公里，該山脈在1930年1月12日由探險隊發現，現時由南極條約體系管理。